# Jacques Guillermaz
Jacques Guillermaz, né le 16 janvier 1911 à Fort-de-France, mort le 2 février 1998 à Belley (Ain), est un militaire, diplomate et sinologue français, historien du parti communiste chinois.

## Biographie
Jacques Guillermaz est diplômé de l'école de Saint-Cyr, de la promotion 1930. Il est nommé en 1937 attaché militaire adjoint à l'ambassade de France à Pékin, où il commence l'étude de la langue chinoise. En 1944, il participe au débarquement allié en Provence. Il participe à l'accord franco-chinois de 1946 et à la conférence de Genève en 1954. Il commande un régiment en Algérie française en 1956-1958. Alors qu’il était déjà à la retraite, il a repris du service pour devenir attaché militaire en RPC entre octobre 1964 et fin 1966 avec le grade de général de brigade.
Il est le directeur jusqu'en 1975 du Centre de recherche et de documentation sur la Chine contemporaine, qu'il a fondé en 1959, à l'École des hautes études en sciences sociales, et professeur aux Instituts d'études politiques de Paris et Grenoble.
Pour le sinologue Simon Leys, Jacques Guillermaz est l'« un des spécialistes les plus prudents et respectés » de la Chine.

## Publications

### Ouvrages
- La Chine populaire, Paris, Presses universitaires de France, coll. « Que sais-je ? », 1959.
- Histoire du Parti communiste chinois : 1921-1949, Paris, Payot, 1968, prix Albéric-Rocheron de l'Académie française en 1969. L'éditeur Payot a, par la suite, sorti une édition poche (1975) en deux tomes :
  - Tome 1 : Des origines à la république chinoise (1921-1934), Paris, Payot, 1975 (p. 1-257)
  - Tome 2 : De Yenan à la conquête du pouvoir (1935-1949), Paris, Payot, 1975 (p. 256-475)
- Histoire du Parti communiste chinois II : Le Parti communiste chinois au pouvoir (1er octobre 1949 - 1er mars 1972), Paris, Payot, 1972, prix Albéric-Rocheron de l'Académie française en 1973. L'éditeur Payot a dans le même temps sorti une édition poche dans la même année que l'édition classique (1972) en deux tomes :
  - Tome 1 : De l'avènement du régime au mouvement d'éducation socialiste (1949-1962), p. 1-409.
  - Tome 2 : Du mouvement d'éducation socialiste à la révolution culturelle et à l'ère Hua Kuo-feng (1962-1979), pages 410 à 787.
- Une vie pour la Chine. Mémoires (1937-1993), Robert Laffont, « Pluriel », 1989, rééd. 1993.

- Prix Auguste-Pavie 1989 de l’Académie des sciences d’outre-mer.

### Articles
- Articles de Jacques Guillermaz sur Persée.fr

### Nécrologie
- Lucien Bianco, « Jacques Guillermaz, 1911-1998 », Perspectives chinoises, 1998, vol. 45, no 45, p. 34-35. [lire en ligne]